# Sveriges riksbank
O Banco Central da Suécia - em sueco Sveriges riksbank - é o banco central da Suécia, algumas vezes chamado de apenas de Riksbanken.
Tem como missão gerir as reservas internacionais, emitir a moeda, e executar a política monetária do país, visando uma baixa inflação.
É o mais antigo banco central do Mundo, fundado em 1668 como Riksens ständers bank.

## História
O Riksbank começou a operar em 1668 , o seu antecedente o Stockholms Banco (também conhecido por Banco de Palmstruch), no qual foi fundado por Johan Palmstruch em 1656. Embora o banco fosse privado, era o rei sueco que escolhia os gestores: numa carta para Palmstruch, em que este daria permissão as suas operações conforme os regulamentos indicados. 
Entretanto, Stockholms Banco, o primeiro banco a emitir notas no mundo, desmoronou em consequência da emissão (introdução) de notas a mais, sem o aval necessário. Palmstruch, foi considerado o responsável pelas perdas do banco, e condenado à morte, mas mais tarde recebeu perdão. Em 17 de Setembro de 1668, o privilégio de Palmstruch operar um banco, foi transferido ao Riksens Ständers Bank (tradução: O banco das propriedades do reino) e foi dirigido sob os auspícios do parlamento. Devido à falha do Banco de Estocolmo, o novo banco foi dirigido sob o controlo directo do Riksdag of the Estates (tradução: Parlamento das propriedades) para impedir a intromissão do Rei. Quando novo Riksdag (Parlamento da Suécia) foi instituído em 1866, o nome do banco foi mudado a Sveriges Riksbank (tradução: Banco da Suécia).  
Aprendendo a lição da experiência de Banco de Estocolmo, não foi permitido ao Riksbank emitir (e introduzir) notas de banco. Não obstante, em 1701 a permissão foi concedida à emissão das chamadas notas de crédito. Passado algum tempo, no meio do século XVII começaram a aparecer notas falsas (forjadas ou contrafeitas) que causaram problemas sérios. Para evitar a  falsificação (contrafacção ou contrafeição) ficou decidido que o Riksbank deveria produzir o seu próprio papel para as notas do banco, por isso foi construída uma fabrica em Tumba, na Suécia, nos subúrbios de Estocolmo pela empresa, Tumba Bruk.
Alguns anos mais tarde, os primeiros bancos comerciais foram fundados e a estes também foram permitidos emitir notas de banco.

## O prémio sueco de Riksbank em ciências económicas em memória de Alfred Nobel
Após o terceiro centenário do Banco, em 1968, foi instituído o Prémio do Banco da Suécia para as Ciências Económicas em Memória de Alfred Nobel, informalmente conhecido como Nobel de Economia. O prémio é concedido na cerimónia de atribuição do Prémio Nobel, em Estocolmo, todos os anos, no dia 10 de Dezembro. Oficialmente não se trata de um Prêmio Nobel, já que estes são concedidos e gerenciados pela Fundação Nobel, ainda que seja amplamente reconhecido como tal. Ademais, o Banco Central sueco adota os mesmos critérios da fundação ao escolher os laureados. 